# Waylon Francis
Waylon Dwayne Francis Box (Limón, Costa Rica, 20 de septiembre de 1990) es un futbolista costarricense que juega como lateral izquierdo actualmente juega con el Municipal Liberia de la Primera División de Costa Rica.

## Trayectoria

### Inicios
Waylon es oriundo del barrio Roosevelt de Limón y comenzó su formación en el equipo Talento del Caribe junto a su hermano Andrey. Aunque ambos tienen el parentesco por parte de su padre, en la escuela solían confundirlos con gemelos por la forma parecida de jugar. Waylon posteriormente incursionó en la música como miembro de la comparsa limonense Los Brasileiros. En liga menor fue el goleador y desde un torneo de 1997 se definió una proyección de cómo iba a jugar profesionalmente. Era descrito como muy delgado y polifuncional, aunque tenía mejor desempeño como delantero. A los once años viajó hasta la capital para realizar una prueba en el Deportivo Saprissa la cual aprobó, pero se quedó por poco tiempo en el cuadro morado. Waylon finalmente se hizo con un espacio en el Brujas y pudo terminar su formación.

### Brujas F. C.
Hizo su debut en la Primera División el 13 de enero de 2011, por la primera jornada del Campeonato de Verano contra Barrio México en el Estadio "Cuty" Monge. Francis alineó como titular, salió de cambio al comienzo de la segunda mitad por Elmer Umaña y el marcador terminó en victoria por 0-2. En este torneo alcanzó nueve apariciones.

### Limón F. C.
Para la siguiente campaña, Francis se convirtió en refuerzo de Limón. Se estrenó en el Campeonato de Invierno 2011 el 31 de julio con la pérdida 1-0 frente a Orión. En la competencia asumió un rol como titular en la mayoría de los partidos y terminó con dieciocho presencias.

### C. S. Herediano
El 27 de diciembre de 2011, se hace oficial el fichaje de Waylon al Herediano, donde ese mismo día fue presentado a los medios con Fernando Valverde, Ismael Gómez y Óscar Esteban Granados.
Su debut con la camiseta rojiamarilla se dio el 18 de enero de 2012, por la segunda fecha del Campeonato de Verano donde enfrentó a Limón, jugando 82 minutos en la victoria de 3-2. El 19 de mayo ganó la serie final sobre el Santos de Guápiles para lograr el título.
El 31 de agosto de 2012, convirtió el primer gol de su carrera sobre el Tauro de Panamá por la Liga de Campeones de la Concacaf.
El 25 de mayo de 2013, alcanzó su segundo título en el Campeonato de Verano 2013, luego de derrotar al Cartaginés en la tanda de penales.

### Columbus Crew S. C.
El 26 de noviembre de 2013, el Columbus Crew de Estados Unidos firmó a Francis para la siguiente campaña. Se estrenó en la Major League Soccer con la victoria de su club por 0-3 sobre el D. C. United, donde fue titular por 89 minutos.
Jugó un total de cuatro temporadas y alcanzó noventa apariciones en liga.

### Seattle Sounders F. C.
Aunque sonó como posibilidad de regresar a Costa Rica para reforzar a Alajuelense, el 14 de diciembre de 2017 se anunció la llegada del defensor al Seattle Sounders. estableciendo su prioridad de quedarse en el fútbol estadounidense. Debutó en la Major League Soccer el 1 de abril de 2018, como titular con la dorsal «90» en la derrota por 0-1 ante el Montreal Impact. Obtuvo doce participaciones en la temporada.

### Columbus Crew S. C.
El 5 de febrero de 2019, el futbolista regresó al Columbus Crew que pagó cincuenta mil dólares al Fondo de Adjudicación General para que el Seattle Sounders vendiera su ficha.

### C. S. Herediano
El 28 de enero de 2022, se oficializó el regreso de Francis al Herediano firmando por un periodo de tres años.

## Selección nacional

### Categorías inferiores
El 17 de septiembre de 2011, el defensa recibió la convocatoria de Ronald González de la Selección Sub-23 para hacer frente a la fase previa del Preolímpico de Concacaf. Su primera aparición se dio el 21 de septiembre contra Nicaragua en el Estadio Francisco Morazán, donde estuvo en el once inicial en la victoria accesible por 4-0. Dos días después y en el mismo escenario deportivo, repitió como titular en el empate 2-2 ante el anfitrión Honduras.

### Selección absoluta
El 7 de enero de 2013, Waylon fue tomado en cuenta en la nómina de Jorge Luis Pinto para participar en la Copa Centroamericana. El 18 de enero fue suplente contra Belice (victoria 1-0), dos días después hizo su debut internacional frente a Nicaragua (triunfo 2-0), y el 22 de enero volvió a la suplencia en el empate 1-1 ante Guatemala. El 25 de enero fue parte de la victoria 1-0 sobre El Salvador en semifinales y dos días después, en la final contra Honduras en el Estadio Nacional, su selección se proclamó campeón del área.
El 12 de mayo de 2014, el entrenador Pinto incluyó a Francis en la convocatoria preliminar con miras a la Copa Mundial de Brasil. Finalmente, fue confirmado en la nómina definitiva de veintitrés jugadores el 30 de mayo. En el certamen máximo, Waylon fue relegado a la suplencia en los juegos de su escuadra, la cual llegó a la instancia de cuartos de final.
Entre 2015 y 2016, Waylon disputó solamente tres partidos amistosos
El 18 de enero de 2019, regresa a una convocatoria de selección dirigida por el entrenador Gustavo Matosas. El 2 de febrero se llevó a cabo el partido en fecha no FIFA contra Estados Unidos en el Avaya Stadium, en el que Francis fue titular por 76 minutos y su combinado perdió con marcador de 2-0. El 14 de marzo entró en la nómina de Matosas para afrontar un par de partidos amistosos del mes. El 22 de marzo, en el partido contra Guatemala (pérdida 1-0) en el Estadio Doroteo Guamuch, el defensa arrancó como titular, pero salió de cambio al minuto 63' por Ariel Lassiter. Para el compromiso de cuatro días después ante Jamaica en el Estadio Nacional, Francis fue suplente en la victoria ajustada por 1-0.

#### Participaciones internacionales
| Evento                    | Sede       | Resultado        | Posición | Partidos | Goles |
| ------------------------- | ---------- | ---------------- | -------- | -------- | ----- |
| Copa Centroamericana 2013 | Costa Rica | Campeón          | 1/7      | 1        | 0     |
| Copa Mundial de 2014      | Brasil     | Cuartos de final | 8/32     | 0        | 0     |

## Estadísticas

### Clubes
Actualizado al último partido jugado el 19 de junio de 2022.
| Brujas F. C. Costa Rica |               |               |     |   |   |   |    |    |     |   |
| 1.ª | 2011          | 9             | 0   | — | — | — | —  | 9  | 0   |   |
| Total club | Total club    | 9             | 0   | — | — | — | —  | 9  | 0   |   |
| Limón F. C. Costa Rica |               |               |     |   |   |   |    |    |     |   |
| 1.ª | 2011          | 18            | 0   | — | — | — | —  | 18 | 0   |   |
| Total club | Total club    | 18            | 0   | — | — | — | —  | 18 | 0   |   |
| C. S. Herediano Costa Rica |               |               |     |   |   |   |    |    |     |   |
| 1.ª | 2012          | 21            | 0   | — | — | — | —  | 21 | 0   |   |
| 1.ª | 2012-13       | 39            | 0   | 1 | 0 | 6 | 1  | 46 | 1   |   |
| 1.ª | 2013          | 21            | 1   | 0 | 0 | 3 | 0  | 24 | 1   |   |
| Total club | Total club    | 81            | 1   | 1 | 0 | 9 | 1  | 91 | 2   |   |
| Columbus Crew S. C. Estados Unidos |               |               |     |   |   |   |    |    |     |   |
| 1.ª | 2014          | 26            | 0   | 0 | 0 | — | —  | 26 | 0   |   |
| 1.ª | 2015          | 33            | 0   | 0 | 0 | — | —  | 33 | 0   |   |
| 1.ª | 2016          | 19            | 0   | 2 | 0 | — | —  | 21 | 0   |   |
| 1.ª | 2017          | 12            | 0   | 1 | 0 | — | —  | 13 | 0   |   |
| Total club | Total club    | 90            | 0   | 3 | 0 | — | —  | 93 | 0   |   |
| Seattle Sounders F. C. Estados Unidos |               |               |     |   |   |   |    |    |     |   |
| 1.ª | 2018          | 12            | 0   | 1 | 0 | 3 | 0  | 16 | 0   |   |
| Total club | Total club    | 12            | 0   | 1 | 0 | 3 | 0  | 16 | 0   |   |
| Columbus Crew S. C. Estados Unidos |               |               |     |   |   |   |    |    |     |   |
| 1.ª | 2019          | 17            | 0   | 1 | 0 | — | —  | 18 | 0   |   |
| 1.ª | 2020          | 5             | 0   | 0 | 0 | — | —  | 5  | 0   |   |
| 1.ª | 2021          | 23            | 0   | 0 | 0 | 4 | 0  | 27 | 0   |   |
| Total club | Total club    | 45            | 0   | 1 | 0 | 4 | 0  | 50 | 0   |   |
| C. S. Herediano Costa Rica |               |               |     |   |   |   |    |    |     |   |
| 1.ª | 2022          | 5             | 0   | — | — | — | —  | 5  | 0   |   |
| Total club | Total club    | 5             | 0   | — | — | — | —  | 5  | 0   |   |
| Total carrera | Total carrera | Total carrera | 260 | 1 | 6 | 0 | 16 | 1  | 282 | 2 |
| (1) Incluye datos de la Supercopa de Costa Rica (2012) / Torneo de Copa (2013) / U. S. Open Cup (2014-19) / MLS is Back (2020). (2) Incluye datos de la Liga de Campeones de la Concacaf (2012-21). (3) No incluye goles en partidos amistosos. |               |               |     |   |   |   |    |    |     |   |

### Selección de Costa Rica
Actualizado al último partido jugado el 23 de marzo de 2019.
| Selección                  | Año | Eliminatorias | Eliminatorias | Eliminatorias | Continental | Continental | Continental | Mundial | Mundial | Mundial | Amistosos | Amistosos | Amistosos | Total | Total | Total  |
| Selección                  | Año | Part.         | Goles         | Asist.        | Part.       | Goles       | Asist.      | Part.   | Goles   | Asist.  | Part.     | Goles     | Asist.    | Part. | Goles | Asist. |
| -------------------------- | --- | ------------- | ------------- | ------------- | ----------- | ----------- | ----------- | ------- | ------- | ------- | --------- | --------- | --------- | ----- | ----- | ------ |
| Absoluta · Costa Rica      |     |               |               |               |             |             |             |         |         |         |           |           |           |       |       |        |
| 2013                       | -   | -             | -             | 1             | 0           | 0           | -           | -       | -       | -       | -         | -         | 1         | 0     | 0     |        |
| 2015                       | -   | -             | -             | -             | -           | -           | -           | -       | -       | 2       | 0         | 0         | 2         | 0     | 0     |        |
| 2016                       | -   | -             | -             | -             | -           | -           | -           | -       | -       | 1       | 0         | 0         | 1         | 0     | 0     |        |
| 2019                       | -   | -             | -             | -             | -           | -           | -           | -       | -       | 2       | 0         | 0         | 2         | 0     | 0     |        |
| Total                      | 0   | 0             | 0             | 1             | 0           | 0           | 0           | 0       | 0       | 5       | 0         | 0         | 6         | 0     | 0     |        |
| 1. 2. Fuente:Transfermarkt |     |               |               |               |             |             |             |         |         |         |           |           |           |       |       |        |

## Palmarés

### Títulos nacionales
| Título                         | Club                | País           | Año  |
| ------------------------------ | ------------------- | -------------- | ---- |
| Primera División de Costa Rica | C. S Herediano      | Costa Rica     | 2012 |
| Primera División de Costa Rica | C. S Herediano      | Costa Rica     | 2013 |
| Major League Soccer            | Columbus Crew S. C. | Estados Unidos | 2020 |

### Títulos internacionales
| Título               | Equipo                  | Sede       | Año  |
| -------------------- | ----------------------- | ---------- | ---- |
| Copa Centroamericana | Selección de Costa Rica | Costa Rica | 2013 |